# Mellanfrekvens

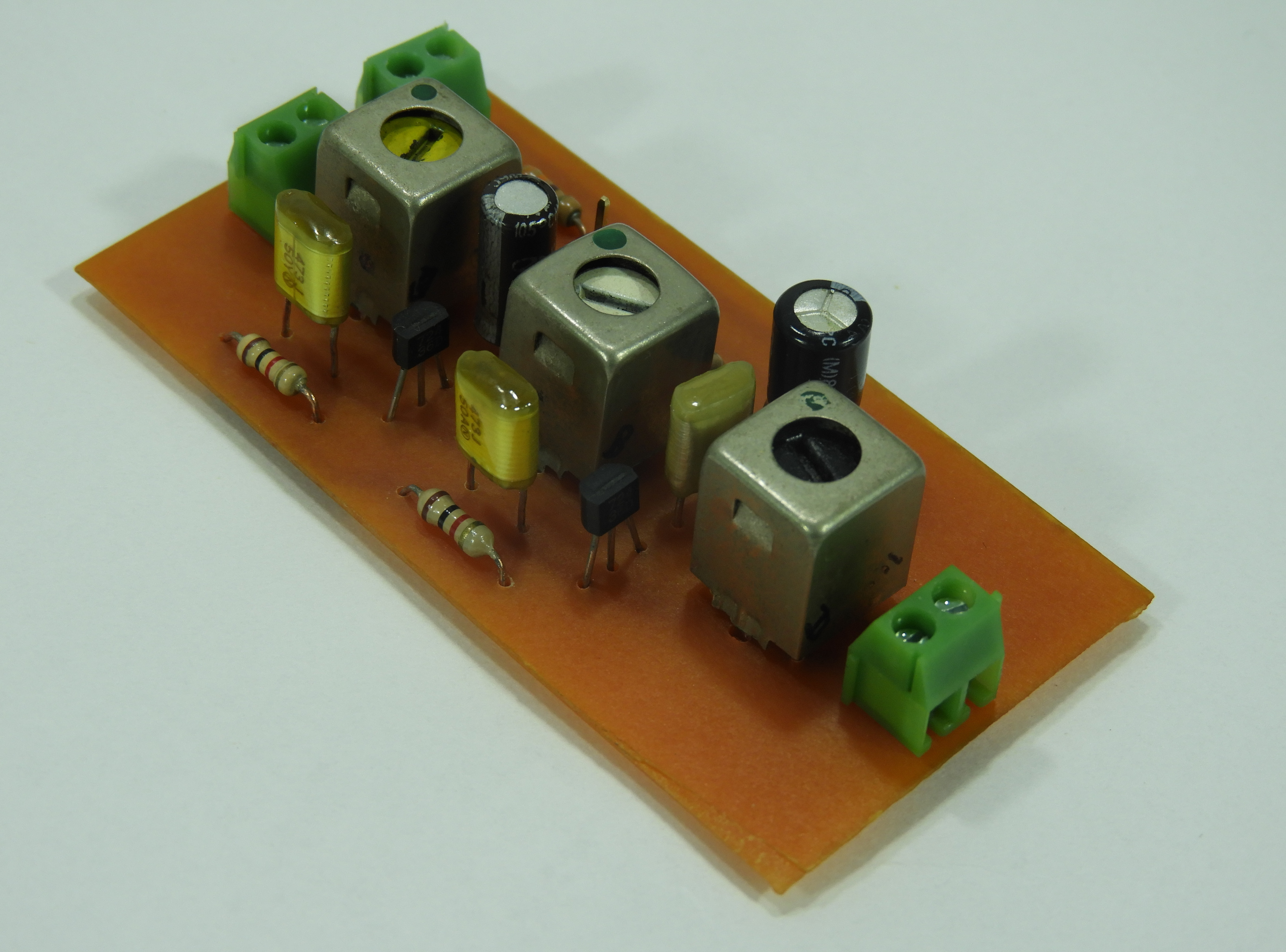
Mellanfrekvensförstärkare med mellanfrekvensfilter.

Mellanfrekvens (MF) är en radiosignal efter omvandling i en superheterodynmottagare i radioapparaten. På engelska heter det Intermediate frequency (IF). Den vanliga mellanfrekvensen för AM-mottagare (långvåg, mellanvåg och kortvåg) är 455 kHz. För FM-mottagare brukar mellanfrekvensen 10,7 MHz användas.
Mellanfrekvens används också som svensk motsvarighet till engelska Medium frequency (MF), se Mediumfrekvens. Då är det ett av de grundläggande frekvensbanden, 300 - 3000 kHz, som också innehåller rundradiobandet för mellanvåg, 531 - 1611 kHz.